# نوربرت کرکهووه
نوربرت کرکهووه (انگلیسی: Norbert Kerckhove; ۲۱ اکتبر ۱۹۳۲ – ۴ ژوئیهٔ ۲۰۰۶) دوچرخه‌سوار اهل بلژیک بود.